# Novobila, Novopskov
Novobila (în ucraineană Новобіла) este o comună în raionul Novopskov, regiunea Luhansk, Ucraina, formată numai din satul de reședință.

## Demografie
Componența lingvistică a comunei Novobila
     Ucraineană (96,76%)
     Rusă (3,19%)
Conform recensământului din 2001, majoritatea populației comunei Novobila era vorbitoare de ucraineană (96,76%), existând în minoritate și vorbitori de rusă (3,19%).